# Antoni Plutyński
Antoni Plutyński (ur. 21 lutego 1880 w Krakowcu, zm. 29 marca 1965 w Warszawie) – polski historyk, badacz dziejów XIX wieku, ekonomista, absolwent Uniwersytetu Lwowskiego, uczeń Szymona Askenazego.
Był członkiem Ligi Narodowej w latach 1905–1914. Był jednym z założonej w 1926 w Warszawie Spółdzielni Artystów ŁAD razem z Józefem Czajkowskim, Wojciechem Jastrzębowskim, Karolem Stryjeńskim, Karolem Tichym oraz ówczesnymi 2 studentami Szkoły Sztuk Pięknych Eleonory Plutyńskiej (jego żony) i Lucjana Kintopfa.
W latach 1940–1958 przebywał na emigracji. Do kraju wrócił w sierpniu 1958.
Jego żoną od 1904 była Eleonora Plutyńska z domu Szczepanowska.

## Wybrane publikacje
- Walka na Górnym Śląsku, Lwów: skł. gł. w Tow. Wydawniczem we Lwowie 1905.
- (Antek Pluta pseud.), Moskale nie wrócą! (trzy rozmowy), Lublin 1915.
- Uwagi o naprawie Rzeczypospolitej, Warszawa: E. Wende 1923.
- Wypłacalność Niemiec a kraje rolnicze Europy,  Warszawa: Księg. Rolnicza 1929.
- Polska na tle światowego kryzysu finansowego, Warszawa: "Przegląd Powszechny" 1932.
- Romana Dmowskiego Świat powojenny i Polska, Warszawa: Wydaw. "Przeglądu Politycznego" 1932.
- Upadek gospodarczy Prus Wschodnich, Poznań 1932.
- Bezdzietne Niemcy a Polska, Warszawa: Gebethner i Wolff, 1933.
- The German paradox : a study of German political and economic life, with special consideration of the problem of East Prussia, London: Wishart 1933.
- Wielkie roboty publiczne : zarys planu finansowania i amortyzacji,  Warszawa: Gebthner i Wolff 1935.
- Śląsk i Pomorze, Warszawa: Wojskowy Instytut Naukowo-Oświatowy 1937.